# Matwei Jakowlewitsch Charlamow
Matwei Jakowlewitsch Charlamow (russisch Матвей Яковлевич Харламов; * 15. Novemberjul. / 27. November 1870greg. in Odessa; † 18. November 1930 in Leningrad) war ein russisch-sowjetischer Bildhauer.

## Leben
Charlamow, Sohn eines ehemaligen Leibeigenen, besuchte in Odessa die 1865 gegründete Grekow-Kunstschule. Dann studierte er an der Kunsthochschule der Kaiserlichen Akademie der Künste (IACh) bei Wladimir Beklemischew. Im November 1899 schloss er das Studium ab und erhielt für seine Skulptur Die Verteidigung den Titel Künstler. Ab 1900 war er Auslandsstipendiat der IACh.
Nach seiner Rückkehr nach St. Petersburg schuf Charlamow für den zentralen Marmorsaal des Russischen Ethnographischen Museums zusammen mit Wassili Bogatyrjow einen 96 Meter langen Hautrelief-Fries mit 183 Figuren, die das Leben und die Arbeit der Völker Russlands darstellten.
1907 baute Charlamow sich ein Haus mit Atelier im Dorf Ligowo südlich St. Petersburgs an der Straße nach Peterhof (jetzt Teil St. Petersburgs), wo er sich mit seiner Familie und seinen Eltern aus Odessa niederließ.
1910–1911 schuf Charlamow eine Athene für die Attika des Ethnographischen Museums. Weitere bekannte Werke waren
das Denkmal für die gefallenen Helden des Russisch-Japanischen Kriegs (1911, Architekt A. K. Minjajew) in Suworowski Gorodok bei Peterhof, eine Skulpturen-Gruppe für das Gebäude der Rossija-Versicherungsgesellschaft und eine Alexander-III.-Bronze-Statue für den Marmorsaal des Ethnographischen Museums (1912–1916, Architekt W. F. Swinjin, Gießer Nelli), die nach der Oktoberrevolution zerstört wurde.

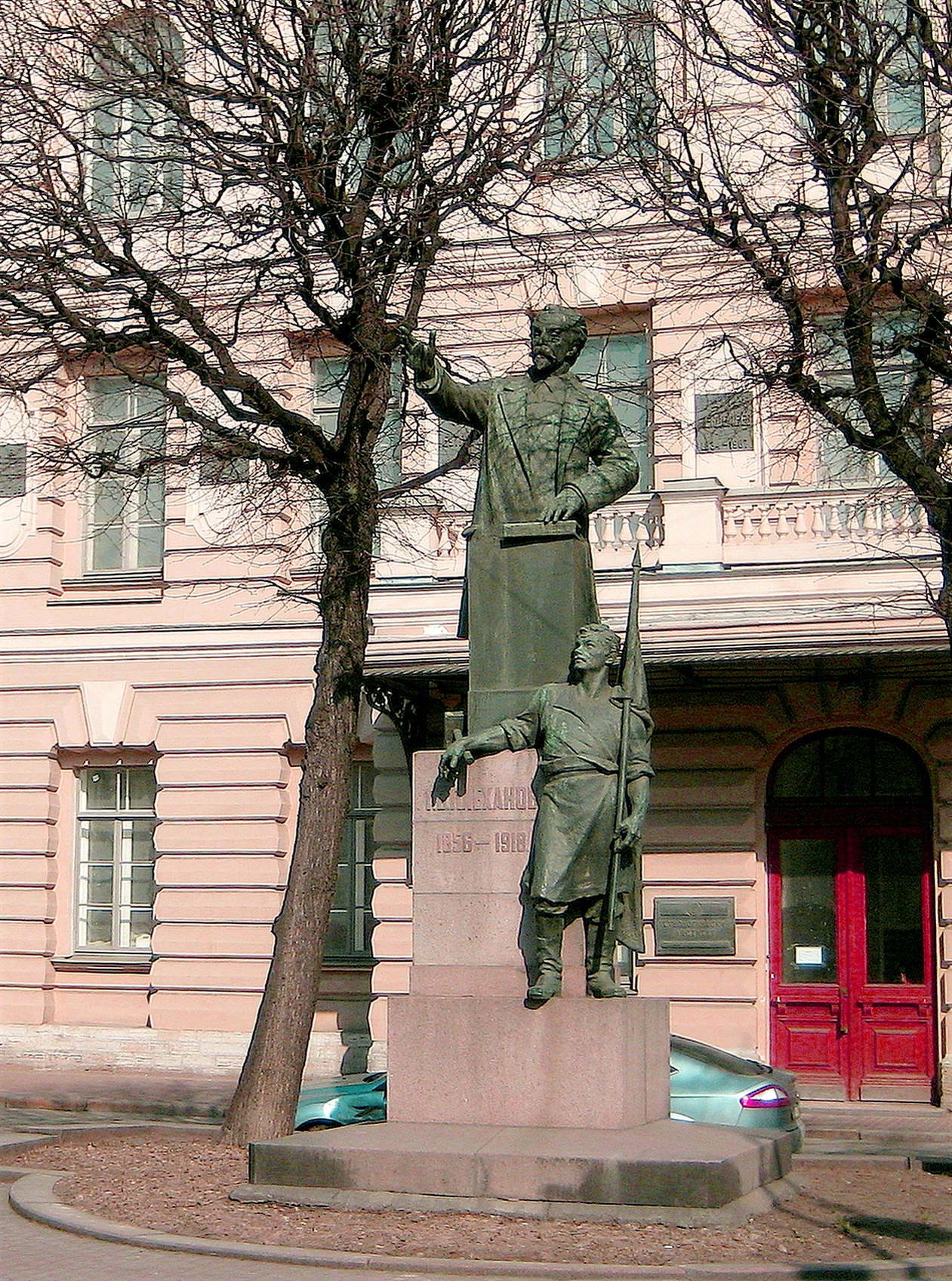
Plechanow-Denkmal, Technologitscheskaja Ploschtschad, St. Petersburg

Nach der Oktoberrevolution beteiligte sich Charlamow an der Realisierung des Leninschen Plans der Monumental-Propaganda und schuf Denkmäler und Büsten von Maxim Gorki, Lew Tolstoi, Karl Marx, Feliks Dzierżyński, Karl Liebknecht, Rosa Luxemburg und Jean Paul Marat. Charlamow traf Lenin 1917 und 1919 und konzentrierte sich auf die Anfertigung von Lenin-Denkmälern, wofür  er mehr als ein Dutzend Varianten einer Lenin-Büste herstellte. 1923 schuf er die erste lebensnahe Büste Lenins, die dann tausendfach vervielfältigt wurde und im Museum der Geschichte St. Petersburgs, im Fernost-Kunstmuseum in Chabarowsk, im Wytegraer Museum und in vielen anderen Museen zu sehen ist.
1924–1925 schuf Charlamow eine Büste seiner Tochter als Oktrjabina (Oktober-Mädchen). Zwei Bronze-Oktrjabinas sind im St, Petersburger Russischen Museum und im Jekaterinburger Kunstmuseum erhalten, während das Gips-Modell sich im Rjaschsker Heimatmuseum befindet. Mit dem Bildhauer Ilja Ginzburg und dem Architekten Jakow Gewirz erstellte Charlamow 1924 das Denkmal für den Philosophen Georgi Plechanow, das am 3. Mai 1925 in Leningrad vor dem Technologie-Institut am Moskowski-Prospekt enthüllt wurde. Für die Stadt Swerdlowsk fertigte Charlamow mit dem Architekten Sigismund Dombrowski 1927 das Swerdlow-Denkmal. Für das 1928 in Leningrad aufgestellte Denkmal für den Revolutionär und Mitbegründer des Komsomol Wassili Alexejew schuf Charlamow die Büste Alexejews, die 1992 gestohlen wurde und seit der Wiederauffindung im St. Petersburger Staatlichen Museum für Stadtskulptur aufbewahrt wird. Anlässlich des 50. Geburtstags Stalins fertigte Charlamow 1929 das erste Stalin-Denkmal an.
Abgesehen von seiner künstlerischen Tätigkeit war Charlamow Geschäftsführer der Ligowski-Jäger-Produktionsgenossenschaft.
Ungefähr 17 Jahre lang war Charlamow als Lehrer tätig. Eine seiner Schülerinnen war die Bildhauerin Alexandra Wassiljewna Dreiling.
In den 1930er Jahren  wurde Charlamows Fries im Ethnographischen Museum demontiert und teilweise zerstört, als im Marmorsaal des Ethnographischen Museums ein Kino eingerichtet wurde.
Im Deutsch-Sowjetischen Krieg wurde das Haus in Ligowo mit Charlamows Atelier zerstört, und seine dortigen Werke, Entwürfe und Dokumente verbrannten.
Charlamow war mit Sofja Sigismundowna geborene Osemblowskaja (Enkelin des Grafikers Józef Oziębłowski) verheiratet und hatte zwei Töchter. Anna Matwejewna (* 1913) wurde Architektin und widmete sich dem Denkmalschutz. Marija Matwejena wurde Bildhauerin, heiratete den Bildhauer Moissei Wainman und restaurierte mit ihm den Fries ihres Vaters aus dem damaligen Ethnographischen Museum.